# مسعود أكوستا
مسعود أكوستا (بالتركية: Mesut Akusta)‏ ولد في 22 فبراير 1964 في قونية. هو ممثل تركي شارك بالعديد من الأعمال الدرامية اشهرها وادي الذئاب ومسلسل بابل ومسلسل المنظمة.

## حياته
ذهب مسعود أكوستا إلى المدرسة الابتدائية هناك. بعد تقاعد والده ، انتقلوا إلى أفيون في عام 1976 وذهب إلى المدرسة الثانوية في أفيون. عندما توفي والده في عام 1985 ، ذهب إلى أنقرة و حضر تدريبات في مراكز التدريب العامة.

## روابط خارجية
- مسعود أكوستا على موقع IMDb (الإنجليزية)
- مسعود أكوستا على موقع ألو سيني (الفرنسية)
- مسعود أكوستا على موقع قاعدة بيانات الفيلم (الإنجليزية)
- مسعود أكوستا على موقع كينوبويسك (الروسية)